# Aurec-sur-Loire
Aurec-sur-Loire este o comună în departamentul Haute-Loire, Franța. În 2014 avea o populație de 6,035 de locuitori.

## Comune vecine
| Saint-Maurice-en-Gourgois |                     | Saint-Paul-en-Cornillon |
|                           |                     | Saint-Ferréol-d'Auroure |
| Malvalette                | La Chapelle-d'Aurec | Pont-Salomon            |